# Kampinos (plaats)
Kampinos is een dorp in de Poolse woiwodschap Mazovië. De plaats maakt deel uit van de gemeente Kampinos. Het is ook de naam van een groot bos, waarin het dorp ligt.